# Draško Božović
Draško Božović (cyr. Драшко Божовић, ur. 30 czerwca 1988 w Titogradzie) – czarnogórski piłkarz grający na pozycji pomocnika w Rudarze Pljevlja.

## Kariera klubowa
Božović rozpoczął karierę w 1998 w Budućnosti Podgorica. W 2005 został włączony do pierwszego składu tej drużyny. W 2008 przeszedł do Mogrenu Budva. W sierpniu 2011 wrócił do Budućnosti, którą opuścił w styczniu 2012. W 2012 grał w Hapoelu Beer Szewa, a potem wrócił do Budućnosti. W czerwcu 2013 podpisał dwuletni kontrakt z NK Domžale. W styczniu 2014 został zawodnikiem Lovćenu Cetinje. W lipcu 2014 przedłużył kontrakt z klubem na cały sezon 2014/2015. We wrześniu 2014 został odsunięty ze składu z powodu konfliktu z Marko Draganićem. W grudniu 2014 opuścił klub. W styczniu 2015 podpisał półroczny kontrakt z Sutjeską Nikšić, a w lipcu tegoż roku podpisał roczny kontrakt z Rudarem Pljevlja.

## Kariera reprezentacyjna
W reprezentacji Czarnogóry zadebiutował 11 sierpnia 2010 w wygranym 2:0 meczu z Irlandią Północną.